# Westzaner-Overtoom
Westzaner-Overtoom is een buurtschap in de gemeente Zaanstad, in de Nederlandse provincie Noord-Holland.
Westzaner-Overtoom, ook wel geschreven als Westzaner Overtoom en verkort tot Overtoom is gelegen tussen Zuideinde en het Noordzeekanaal, tegenover de Houtrakpolder en de haven van Amsterdam. De buurtschap is in de loop van de tijd ontstaan bij de overtoom van Westzaan, gelegen aan de Westzanerdijk, die de polder beschermde tegen het IJ. Op de plek van de overtoom werden schepen over de dijk getrokken.
In de loop van de 17e en 18e eeuw begon de eerste groei van Westzaan buiten het lint, wegens de ligging bij het IJ was het Zuideinde die als eerste zijstraten kende. De echte ontwikkeling van de buurtschap Westzaner-Overtoom is ook tussen het de 17e eeuw en aanleg van de zeesluis in 1719. Er ontwikkelde zich een eigen buurt. Ook enkele bedrijven hadden zich er gevestigd.
In de 19e eeuw werd het Noordzeekanaal aangelegd. Zo ontstond bij Westzaner-Overtoom nieuw land tussen de dijk en het Noordzeekanaal, dit werden de Westzanerpolder en de Zaandammerpolder. Tot eind 20e eeuw was dit voornamelijk agrarisch gebied, inmiddels zijn er bedrijventerreinen gevestigd.
Met Westzaner-Overtoom wordt dan ook steeds meer bijna het hele zuidelijke rand van de Polder Westzaan bebouwd. Anno 2011 wordt deze duiding nog deels zo gebruikt. Daar waar de straat Overtoom overgaat in de Westzanerdijk wordt meestal als grens van de buurtschap gerekend. Soms wordt met Westzaner-Overtoom alleen de bewoning bij Zuideinde bedoeld maar over het algemeen duidt men de Overtoom tot Nauerna ermee. Een klein deel daarvan, tot de straten Westzanerdijk en Ringweg valt onder Zaandam, het merendeel valt onder Westzaan. Dit deel valt onder de buurtwijk Westzanerpolder, die wijk wordt ook wel bij Westzaan-Zuid gerekend. Soms wordt Westzaner-Overtoom ook tot de buurtwijk J J Allanstraat, ook wel J.J. Allanbuurt, gerekend.
Noord-Holland: Steden en dorpen in Noord-Holland      Nederland: Provincies · Gemeenten